# کتیبه شاه صفی (شاه ذکریان)
کتیبه شاه صفی (شاه ذکریان) مربوط به دوره صفوی است و در شهرستان دهاقان، ۱۰ کیلومتری شهر دهاقان واقع شده و این اثر در تاریخ ۱ دی ۱۳۴۸ با شمارهٔ ثبت ۸۸۵ به‌عنوان یکی از آثار ملی ایران به ثبت رسیده است.